# Matuyas Alto (Maunabo)
Matuyas Alto es un barrio ubicado en el municipio de Maunabo en el estado libre asociado de Puerto Rico. En el Censo de 2010 tenía una población de 288 habitantes y una densidad poblacional de 31,67 personas por km².

## Geografía
Matuyas Alto se encuentra ubicado en las coordenadas 18°2′36″N 65°58′13″O / 18.04333, -65.97028. Según la Oficina del Censo de los Estados Unidos, Matuyas Alto tiene una superficie total de 9.09 km², de la cual 9.09 km² corresponden a tierra firme.

## Demografía
Según el censo de 2010, había 288 personas residiendo en Matuyas Alto. La densidad de población era de 31,67 hab./km². De los 288 habitantes, Matuyas Alto estaba compuesto por el 56.94% blancos, el 25.35% eran afroamericanos, el 0.69% eran amerindios, el 1.39% eran asiáticos, el 9.03% eran de otras razas y el 6.6% pertenecían a dos o más razas. Del total de la población el 98.61% eran hispanos o latinos de cualquier raza.